# Красная Горка (Анапа)
Красная Горка — хутор в муниципальном образовании город-курорт Анапа Краснодарского края России. Входит в состав Первомайского сельского округа.

## География
Хутор находится в западной части края.

## История
Согласно Закону Краснодарского края от 1 апреля 2004 года № 676-КЗ хутор Красная Горка вошёл в состав образованного муниципального образования город-курорт Анапа.

## Население
| 2010 |
| ---- |
| 93   |

Национальный состав
Согласно результатам переписи 2002 года, в национальной структуре населения русские составляли 91 % от 103 жителей.

## Инфраструктура
Социальные объекты в населённом пункте отсутствуют.
В центре сельского округа — станице Юровка — функционируют основная школа, детский сад, дом культуры и отделение Почты России.

## Транспорт
Доступен автомобильный и железнодорожный транспорт.
Остановка общественного транспорта «Красная Горка».
Ближайшая железнодорожная станция — Юровский, находится в центре сельского округа — станице Юровка.